# Bąkojad czerwonodzioby
Bąkojad czerwonodzioby (Buphagus erythrorynchus) – gatunek średniej wielkości ptaka z rodziny bąkojadów (Buphagidae), wcześniej zaliczanych do szpakowatych (Sturnidae). Zamieszkuje sawannę we wschodniej i południowej Afryce od Erytrei po RPA. Nie wyróżnia się podgatunków.

## Charakterystyka

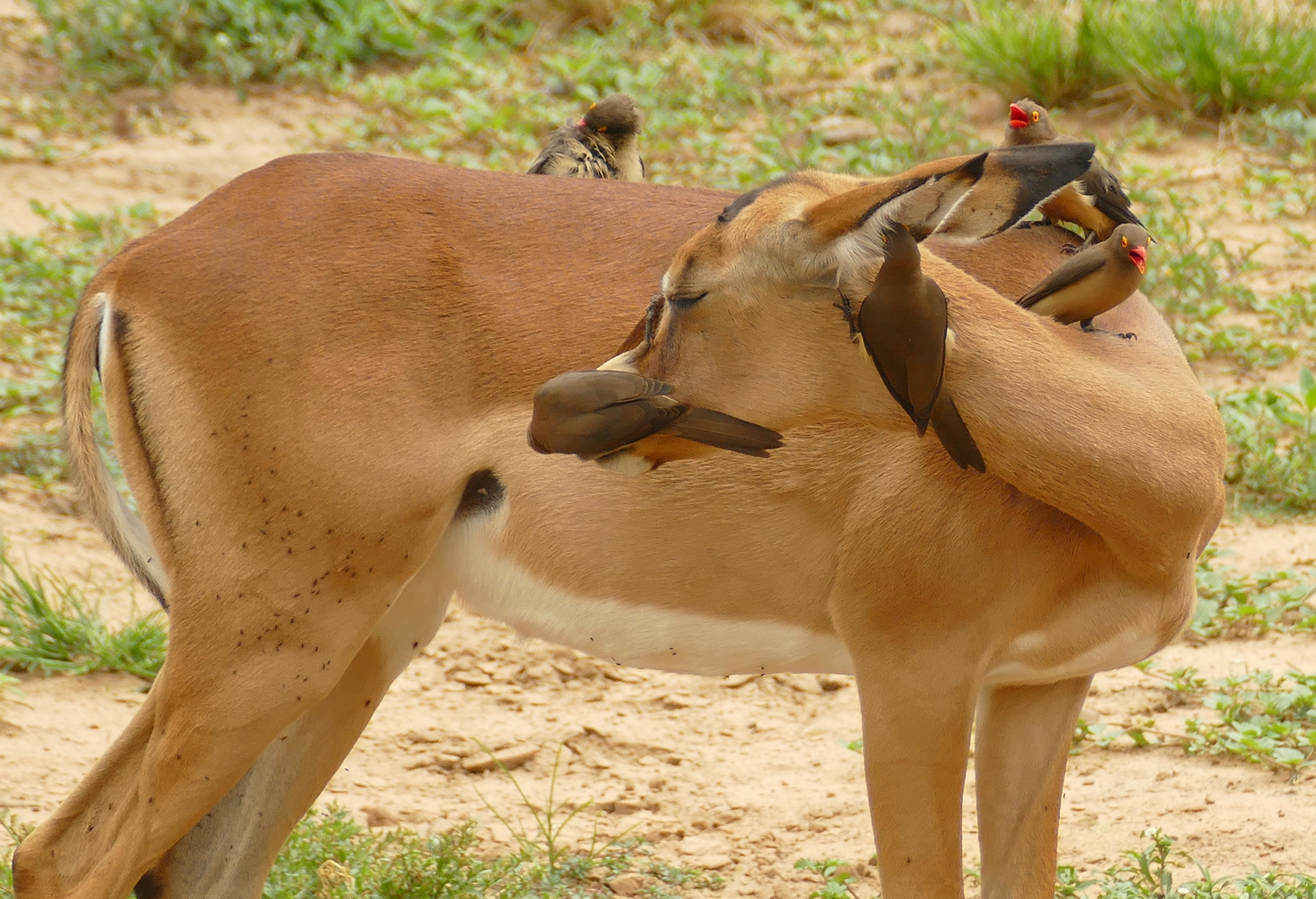
Bąkojady czerwonodziobe żerujące na impali

Długość ciała ok. 18–23 cm. Masa ciała 42–59 g. Ubarwienie brązowe, dziób i tęczówka czerwona, żółta obwódka oka. Krótkie nogi i ostre pazury są przystosowane do utrzymywania się na innych żywych zwierzętach (głównie kopytnych – takich jak bydło, zebry, antylopy, nosorożce), na których ptaki te żerują, zjadając pasożyty (kleszcze i muchówki) oraz krew z ran ssaka. Są to ptaki towarzyskie, żerujące w stadach i wspólnie nocujące. Gnieżdżą się w dziuplach drzew.

## Status
Międzynarodowa Unia Ochrony Przyrody (IUCN) uznaje bąkojada czerwonodziobego za gatunek najmniejszej troski (LC, least concern) nieprzerwanie od 1988 (stan w 2020). Liczebność populacji nie została oszacowana, ale ptak ten opisywany jest jako lokalnie pospolity. Trend liczebności populacji uznaje się za spadkowy.
W ostatnich latach obserwuje się spadek liczebności i zawężanie się zasięgu występowania. Spowodowane jest to przede wszystkim stosowaniem środków chemicznych w walce z pasożytami zwierząt domowych, które w efekcie ogranicza dostępność pokarmu bąkojadów.